# 267 TCN
267 TCN là một năm trong lịch La Mã.